# Arthur Apfel
Arthur Apfel (29 ottobre 1922 – 15 settembre 2017) è stato un pattinatore artistico su ghiaccio britannico, specializzato nel singolo.

## Palmarès
| Evento                          | 1947 |
| ------------------------------- | ---- |
| Campionati mondiali             | 3°   |
| Campionati europei              | 4°   |
| Campionati nazionali britannici | 1°   |